# Jochen Haselbacher
Jochen Haselbacher (geboren 17. September 1943 in Celle) ist ein deutscher Unternehmer und Politiker (CDU). Er war von 1982 bis 2003 Mitglied des Niedersächsischen Landtags. Der  Sportfunktionär gilt als „Vater“ des Eishockey-Vereins Hannover Scorpions.

## Leben
Jochen Haselbacher ist Enkel von Andreas Haselbacher, nach dem in Mellendorf die Straße von der Landstraße L190 zum ehemaligen ehemaligen Emaillierwerk benannt wurde.
Nach dem Abitur ging er zur Bundeswehr, wo er Reserveoffizier war. Danach absolvierte er eine Lehre zum Bankkaufmann und arbeitete von 1972 bis 1992 als Geschäftsführer eines mittelständischen Industriebetriebes. Ebenfalls 1972 trat der der CDU bei. Ab 1994 war er Inhaber und Geschäftsführer der Sport und Freizeit GmbH.
1982 wurde er in den Niedersächsischen Landtag gewählt, dessen Mitglied er bis 2003 blieb.
Mit Beginn der 1990er Jahre trat Haselbacher in die Vereinsführung des ESC Wedemark ein, aus dem später die Hannover Scorpions – eine Eishockeymannschaft aus Hannover, die von 1996 bis 2013 in der Deutschen Eishockey Liga spielte – hervorgingen. Haselbacher und dessen Familie waren Geschäftsführer des einzigen Familienunternehmens in der DEL. Sein Sohn Eric war als Manager des Vereins tätig.
2001 wurde Haselbachers politische Immunität wegen Verdachts der Steuerhinterziehung aufgehoben. In der sogenannten „Schwarzgeld-Affäre“ wurden bundesweit zahlreiche Gebäude durchsucht. Haselbacher beteuerte, der Verein habe niemals mit Schwarzgeld bezahlt.
Im Sommer 2003 überwarf sich Haselbacher mit den Betreibern der Preussag Arena, sodass die Scorpions in ihr altes Stadion, das Ice House in Mellendorf, für die Dauer einer Saison zurückkehrten.
Nach dem Verkauf der Hannover Scorpions Eishockey Betriebs GmbH an Günter Papenburg fungiert Haselbacher als 1. Vorsitzender des ESC Wedemark und führt die Nachwuchsarbeit in der Wedemark fort.